# 2020-as Formula–1 spanyol nagydíj
A spanyol nagydíj volt a 2020-as Formula–1 világbajnokság hatodik futama, amelyet 2020. augusztus 14. és augusztus 16. között rendeztek meg a spanyolországi Circuit de Catalunya versenypályán, Barcelonában. Ez volt az 50. spanyol nagydíj.
A hétvégén visszaülhetett autójába Sergio Pérez, miután a koronavírustesztje negatív lett.

## Választható keverékek
| Abroncs              | Friss | Használt |
| -------------------- | ----- | -------- |
| Kemény keverék (C1)  |       |          |
| Közepes keverék (C2) |       |          |
| Lágy keverék (C3)    |       |          |
| Átmeneti esőgumi (I) |       |          |
| Teljes esőgumi (W)   |       |          |

## Szabadedzések

### Első szabadedzés
A spanyol nagydíj első szabadedzését augusztus 14-én, pénteken délelőtt tartották, magyar idő szerint 11:00-tól.
| helyezés | versenyző          | csapat/motor          | elért idő | különbség | futott kör |
| -------- | ------------------ | --------------------- | --------- | --------- | ---------- |
| 1        | Valtteri Bottas    | Mercedes              | 1:16,785  | −         | 33         |
| 2        | Lewis Hamilton     | Mercedes              | 1:16,824  | +0,039    | 29         |
| 3        | Max Verstappen     | Red Bull-Honda        | 1:17,724  | +0,939    | 26         |
| 4        | Charles Leclerc    | Ferrari               | 1:17,970  | +1,185    | 27         |
| 5        | Sebastian Vettel   | Ferrari               | 1:17,981  | +1,196    | 27         |
| 6        | Romain Grosjean    | Haas-Ferrari          | 1:18,291  | +1,506    | 29         |
| 7        | Sergio Pérez       | Racing Point-Mercedes | 1:18,471  | +1,686    | 31         |
| 8        | Alexander Albon    | Red Bull-Honda        | 1:18,606  | +1,821    | 27         |
| 9        | Kevin Magnussen    | Haas-Ferrari          | 1:18,620  | +1,835    | 28         |
| 10       | Lance Stroll       | Racing Point-Mercedes | 1:18,643  | +1,858    | 31         |
| 11       | Carlos Sainz Jr.   | McLaren-Renault       | 1:18,733  | +1,948    | 33         |
| 12       | Esteban Ocon       | Renault               | 1:18,736  | +1,951    | 31         |
| 13       | Lando Norris       | McLaren-Renault       | 1:18,744  | +1,959    | 32         |
| 14       | Pierre Gasly       | AlphaTauri-Honda      | 1:18,888  | +2,103    | 26         |
| 15       | Antonio Giovinazzi | Alfa Romeo-Ferrari    | 1:18,917  | +2,132    | 24         |
| 16       | Kimi Räikkönen     | Alfa Romeo-Ferrari    | 1:18,981  | +2,196    | 24         |
| 17       | Danyiil Kvjat      | AlphaTauri-Honda      | 1:19,145  | +2,360    | 21         |
| 18       | Daniel Ricciardo   | Renault               | 1:19,230  | +2,445    | 31         |
| 19       | Nicholas Latifi    | Williams-Mercedes     | 1:20,334  | +3,549    | 30         |
| 20       | Roy Nissany        | Williams-Mercedes     | 1:20,664  | +3,879    | 25         |

### Második szabadedzés
A spanyol nagydíj második szabadedzését augusztus 14-én, pénteken délután tartották, magyar idő szerint 15:00-tól.
| helyezés | versenyző          | csapat/motor          | elért idő | különbség | futott kör |
| -------- | ------------------ | --------------------- | --------- | --------- | ---------- |
| 1        | Lewis Hamilton     | Mercedes              | 1:16,883  | −         | 37         |
| 2        | Valtteri Bottas    | Mercedes              | 1:17,170  | +0,287    | 38         |
| 3        | Max Verstappen     | Red Bull-Honda        | 1:17,704  | +0,821    | 33         |
| 4        | Daniel Ricciardo   | Renault               | 1:17,868  | +0,985    | 34         |
| 5        | Romain Grosjean    | Haas-Ferrari          | 1:18,133  | +1,250    | 29         |
| 6        | Charles Leclerc    | Ferrari               | 1:18,147  | +1,264    | 35         |
| 7        | Carlos Sainz Jr.   | McLaren-Renault       | 1:18,214  | +1,331    | 33         |
| 8        | Sergio Pérez       | Racing Point-Mercedes | 1:18,293  | +1,410    | 39         |
| 9        | Esteban Ocon       | Renault               | 1:18,303  | +1,420    | 40         |
| 10       | Pierre Gasly       | AlphaTauri-Honda      | 1:18,312  | +1,429    | 40         |
| 11       | Lance Stroll       | Racing Point-Mercedes | 1:18,357  | +1,474    | 39         |
| 12       | Sebastian Vettel   | Ferrari               | 1:18,404  | +1,521    | 36         |
| 13       | Alexander Albon    | Red Bull-Honda        | 1:18,491  | +1,608    | 35         |
| 14       | Lando Norris       | McLaren-Renault       | 1:18,506  | +1,623    | 38         |
| 15       | Danyiil Kvjat      | AlphaTauri-Honda      | 1:18,642  | +1,759    | 39         |
| 16       | Kevin Magnussen    | Haas-Ferrari          | 1:18,761  | +1,878    | 36         |
| 17       | Kimi Räikkönen     | Alfa Romeo-Ferrari    | 1:18,900  | +2,017    | 42         |
| 18       | Antonio Giovinazzi | Alfa Romeo-Ferrari    | 1:18,964  | +2,081    | 40         |
| 19       | Nicholas Latifi    | Williams-Mercedes     | 1:19,155  | +2,272    | 32         |
| 20       | George Russell     | Williams-Mercedes     | 1:19,391  | +2,508    | 38         |

### Harmadik szabadedzés
A spanyol nagydíj harmadik szabadedzését augusztus 15-én, szombaton délelőtt tartották, magyar idő szerint 12:00-tól.
| helyezés | versenyző          | csapat/motor          | elért idő | különbség | futott kör |
| -------- | ------------------ | --------------------- | --------- | --------- | ---------- |
| 1        | Lewis Hamilton     | Mercedes              | 1:17,222  | −         | 12         |
| 2        | Valtteri Bottas    | Mercedes              | 1:17,373  | +0,151    | 13         |
| 3        | Max Verstappen     | Red Bull-Honda        | 1:17,737  | +0,515    | 10         |
| 4        | Carlos Sainz Jr.   | McLaren-Renault       | 1:18,046  | +0,824    | 18         |
| 5        | Sergio Pérez       | Racing Point-Mercedes | 1:18,096  | +0,874    | 16         |
| 6        | Charles Leclerc    | Ferrari               | 1:18,193  | +0,971    | 15         |
| 7        | Pierre Gasly       | AlphaTauri-Honda      | 1:18,211  | +0,989    | 13         |
| 8        | Lance Stroll       | Racing Point-Mercedes | 1:18,309  | +1,087    | 16         |
| 9        | Alexander Albon    | Red Bull-Honda        | 1:18,371  | +1,149    | 13         |
| 10       | Daniel Ricciardo   | Renault               | 1:18,384  | +1,162    | 12         |
| 11       | Esteban Ocon       | Renault               | 1:18,602  | +1,380    | 18         |
| 12       | Sebastian Vettel   | Ferrari               | 1:18,707  | +1,485    | 15         |
| 13       | Romain Grosjean    | Haas-Ferrari          | 1:18,710  | +1,488    | 14         |
| 14       | Kimi Räikkönen     | Alfa Romeo-Ferrari    | 1:18,721  | +1,499    | 11         |
| 15       | Lando Norris       | McLaren-Renault       | 1:18,803  | +1,581    | 23         |
| 16       | Danyiil Kvjat      | AlphaTauri-Honda      | 1:18,852  | +1,630    | 15         |
| 17       | Kevin Magnussen    | Haas-Ferrari          | 1:18,940  | +1,718    | 15         |
| 18       | Antonio Giovinazzi | Alfa Romeo-Ferrari    | 1:19,175  | +1,953    | 13         |
| 19       | George Russell     | Williams-Mercedes     | 1:19,297  | +2,075    | 16         |
| 20       | Nicholas Latifi    | Williams-Mercedes     | 1:19,764  | +2,542    | 16         |

## Időmérő edzés
A spanyol nagydíj időmérő edzését augusztus 15-én, szombaton futották, magyar idő szerint 15:00-tól.
| helyezés              | rajtszám | versenyző          | csapat/motor          | 1. rész  | 2. rész  | 3. rész  | rajthely | futott kör |
| --------------------- | -------- | ------------------ | --------------------- | -------- | -------- | -------- | -------- | ---------- |
| 1                     | 44       | Lewis Hamilton     | Mercedes              | 1:16,872 | 1:16,013 | 1:15,584 | 1        | 15         |
| 2                     | 77       | Valtteri Bottas    | Mercedes              | 1:17,243 | 1:16,152 | 1:15,643 | 2        | 15         |
| 3                     | 33       | Max Verstappen     | Red Bull-Honda        | 1:17,213 | 1:16,518 | 1:16,292 | 3        | 15         |
| 4                     | 11       | Sergio Pérez       | Racing Point-Mercedes | 1:17,117 | 1:16,936 | 1:16,482 | 4        | 15         |
| 5                     | 18       | Lance Stroll       | Racing Point-Mercedes | 1:17,316 | 1:16,666 | 1:16,589 | 5        | 15         |
| 6                     | 23       | Alexander Albon    | Red Bull-Honda        | 1:17,419 | 1:17,163 | 1:17,029 | 6        | 18         |
| 7                     | 55       | Carlos Sainz Jr.   | McLaren-Renault       | 1:17,438 | 1:16,876 | 1:17,044 | 7        | 17         |
| 8                     | 4        | Lando Norris       | McLaren-Renault       | 1:17,577 | 1:17,166 | 1:17,084 | 8        | 18         |
| 9                     | 16       | Charles Leclerc    | Ferrari               | 1:17,256 | 1:16,953 | 1:17,087 | 9        | 18         |
| 10                    | 10       | Pierre Gasly       | AlphaTauri-Honda      | 1:17,356 | 1:16,800 | 1:17,136 | 10       | 18         |
| 11                    | 5        | Sebastian Vettel   | Ferrari               | 1:17,573 | 1:17,168 |          | 11       | 12         |
| 12                    | 26       | Danyiil Kvjat      | AlphaTauri-Honda      | 1:17,676 | 1:17,192 |          | 12       | 12         |
| 13                    | 3        | Daniel Ricciardo   | Renault               | 1:17,667 | 1:17,198 |          | 13       | 12         |
| 14                    | 7        | Kimi Räikkönen     | Alfa Romeo-Ferrari    | 1:17,797 | 1:17,386 |          | 14       | 12         |
| 15                    | 31       | Esteban Ocon       | Renault               | 1:17,765 | 1:17,567 |          | 15       | 12         |
| 16                    | 20       | Kevin Magnussen    | Haas-Ferrari          | 1:17,908 |          |          | 16       | 6          |
| 17                    | 8        | Romain Grosjean    | Haas-Ferrari          | 1:18,089 |          |          | 17       | 6          |
| 18                    | 63       | George Russell     | Williams-Mercedes     | 1:18,099 |          |          | 18       | 9          |
| 19                    | 6        | Nicholas Latifi    | Williams-Mercedes     | 1:18,532 |          |          | 19       | 9          |
| 20                    | 99       | Antonio Giovinazzi | Alfa Romeo-Ferrari    | 1:18,697 |          |          | 20       | 6          |
| 107%-os idő: 1:22,253 |          |                    |                       |          |          |          |          |            |

## Futam
A spanyol nagydíj futama augusztus 16-án, vasárnap rajtolt, magyar idő szerint 15:10-kor.
| helyezés | rajtszám | versenyző          | csapat/motor          | futott kör | idő/kiesés oka | rajthely | pont  |
| -------- | -------- | ------------------ | --------------------- | ---------- | -------------- | -------- | ----- |
| 1        | 44       | Lewis Hamilton     | Mercedes              | 66         | 1:31:45,279    | 1        | 25    |
| 2        | 33       | Max Verstappen     | Red Bull-Honda        | 66         | +24,177        | 3        | 18    |
| 3        | 77       | Valtteri Bottas    | Mercedes              | 66         | +44,752        | 2        | 16[1] |
| 4        | 18       | Lance Stroll       | Racing Point-Mercedes | 65         | +1 kör         | 5        | 12    |
| 5        | 11       | Sergio Pérez       | Racing Point-Mercedes | 65         | +1 kör[2]      | 4        | 10    |
| 6        | 55       | Carlos Sainz Jr.   | McLaren-Renault       | 65         | +1 kör         | 7        | 8     |
| 7        | 5        | Sebastian Vettel   | Ferrari               | 65         | +1 kör         | 11       | 6     |
| 8        | 23       | Alexander Albon    | Red Bull-Honda        | 65         | +1 kör         | 6        | 4     |
| 9        | 10       | Pierre Gasly       | AlphaTauri-Honda      | 65         | +1 kör         | 10       | 2     |
| 10       | 4        | Lando Norris       | McLaren-Renault       | 65         | +1 kör         | 8        | 1     |
| 11       | 3        | Daniel Ricciardo   | Renault               | 65         | +1 kör         | 13       |       |
| 12       | 26       | Danyiil Kvjat      | AlphaTauri-Honda      | 65         | +1 kör[2]      | 12       |       |
| 13       | 31       | Esteban Ocon       | Renault               | 65         | +1 kör         | 15       |       |
| 14       | 7        | Kimi Räikkönen     | Alfa Romeo-Ferrari    | 65         | +1 kör         | 14       |       |
| 15       | 20       | Kevin Magnussen    | Haas-Ferrari          | 65         | +1 kör         | 16       |       |
| 16       | 99       | Antonio Giovinazzi | Alfa Romeo-Ferrari    | 65         | +1 kör         | 20       |       |
| 17       | 63       | George Russell     | Williams-Mercedes     | 65         | +1 kör         | 18       |       |
| 18       | 6        | Nicholas Latifi    | Williams-Mercedes     | 64         | +2 kör         | 19       |       |
| 19       | 8        | Romain Grosjean    | Haas-Ferrari          | 64         | +2 kör         | 17       |       |
| ki       | 16       | Charles Leclerc    | Ferrari               | 38         | biztonsági öv  | 9        |       |

Megjegyzés:
- ↑ 1:  — Valtteri Bottas a helyezéséért járó pontok mellett a versenyben futott leggyorsabb körért további 1 pontot szerzett.
- ↑ 2:  — Sergio Pérez és Danyiil Kvjat fejenként 5-5 másodperces időbüntetést kaptak, amiért lekörözött versenyzőkként figyelmen kívül hagyták a kék zászlót. Pérez eredetileg a 4. helyen ért célba, ám a büntetést követően az 5. helyre esett vissza, Kvjat helyezését a büntetése nem befolyásolta.[5]

## A világbajnokság állása a verseny után
| H   | Versenyzők       | Pont | H   | Konstruktőrök         | Pont |
| --- | ---------------- | ---- | --- | --------------------- | ---- |
| 1.  | Lewis Hamilton   | 132  | 1.  | Mercedes              | 221  |
| 2.  | Max Verstappen   | 95   | 2.  | Red Bull-Honda        | 135  |
| 3.  | Valtteri Bottas  | 89   | 3.  | Racing Point-Mercedes | 63   |
| 4.  | Charles Leclerc  | 45   | 4.  | McLaren-Renault       | 62   |
| 5.  | Lance Stroll     | 40   | 5.  | Ferrari               | 61   |
| 6.  | Alexander Albon  | 40   | 6.  | Renault               | 36   |
| 7.  | Lando Norris     | 39   | 7.  | AlphaTauri-Honda      | 16   |
| 8.  | Sergio Pérez     | 32   | 8.  | Alfa Romeo-Ferrari    | 2    |
| 9.  | Carlos Sainz Jr. | 23   | 9.  | Haas-Ferrari          | 1    |
| 10. | Daniel Ricciardo | 20   | 10. | Williams-Mercedes     | 0    |

(A teljes táblázat)

## Statisztikák
- Vezető helyen:
  - Lewis Hamilton: 66 kör (1-66)
- Lewis Hamilton 92. pole-pozíciója és 88. futamgyőzelme.
- Valtteri Bottas 14. versenyben futott leggyorsabb köre.
- A Mercedes 107. futamgyőzelme.
- Lewis Hamilton 156., Max Verstappen 36., Valtteri Bottas 50. dobogós helyezése.
  - Lewis Hamilton 156 dobogós helyezésével megdöntötte Michael Schumacher vonatkozó rekordját.